# دایاسان
دایاسان (به لاتین: Daeyasan) یک کوه در کره جنوبی است که در کره جنوبی واقع شده‌است. دایاسان ۹۳۱ متر بالاتر از سطح دریا واقع شده‌است.